# Jonathan Winder
Jonathan Stevens Winder (Irvine, 1º aprile 1986) è un ex pallavolista e allenatore di pallavolo statunitense.
Giocava nel ruolo di palleggiatore. È assistente allenatore della Pepperdine University.

## Carriera

### Giocatore
La carriera di Jonathan Winder inizia a livello scolastico, giocando per la squadra della Woodbridge High School; nello stesso periodo entra a far parte delle selezioni giovanili statunitensi, vincendo la medaglia d'argento al campionato nordamericano Under-21 2004.
Terminate le scuole superiori, gioca poi a livello universitario con la Pepperdine University: prende parte alla Division I NCAA dal 2005 al 2008, vincendo il titolo NCAA nel suo primo anno e raccogliendo per tutto il corso della carriera universitaria svariati premi individuali, su tutti quello di National Player of the Year; nel 2007, con la nazionale universitaria, prende parte alla XXIV Universiade vincendo la medaglia di bronzo, per poi esordire un anno più tardi nella nazionale statunitense maggiore vincendo la medaglia d'oro alla Coppa Panamericana.
Inizia la carriera professionistica nella stagione 2008-09, prendendo parte alla Pro A francese col Tourcoing Lille Métropole Volley-Ball, raggiungendo le finali scudetto e la finale di Coppa di Francia, perse entrambe contro il Tours Volley-Ball; nel 2009 vince la medaglia d'argento al campionato nordamericano. Nella stagione seguente è invece impegnato nella 1. Bundesliga tedesca col Volleyball Club Bottrop 90.
Nel campionato 2010-11 si trasferisce nella VolleyLeague greca, dove gioca col PAOK Salonicco; con la nazionale vince la medaglia d'argento alla Coppa Panamericana 2011. Torna poi in Francia al Tourcoing Lille Métropole Volley-Ball nel campionato successivo, prima di chiudere la propria carriera nella stagione 2012-13, giocando in Divizia A1 rumena col Clubul Sportiv Volei Municipal Remat Zalău.

### Allenatore
Il 3 giugno 2013 viene annunciato il suo ritorno alla Pepperdine University nelle vesti di assistente allenatore, a partire dalla stagione 2014.

## Palmarès

### Club
- NCAA Division I: 1

2005

### Nazionale (competizioni minori)
- Campionato nordamericano Under-21 2004
- Universiade 2007
- Coppa Panamericana 2008
- Coppa Panamericana 2011

### Premi individuali
- 2005 - National Newcomer of the Year
- 2005 - All-America Second Team
- 2005 - NCAA Division I: Los Angeles National All-Tournament Team
- 2006 - All-America Second Team
- 2007 - National Player of the Year
- 2007 - All-America First Team
- 2008 - All-America First Team
- 2008 - NCAA Division I: Irvine National All-Tournament Team